# Esaias van de Velde

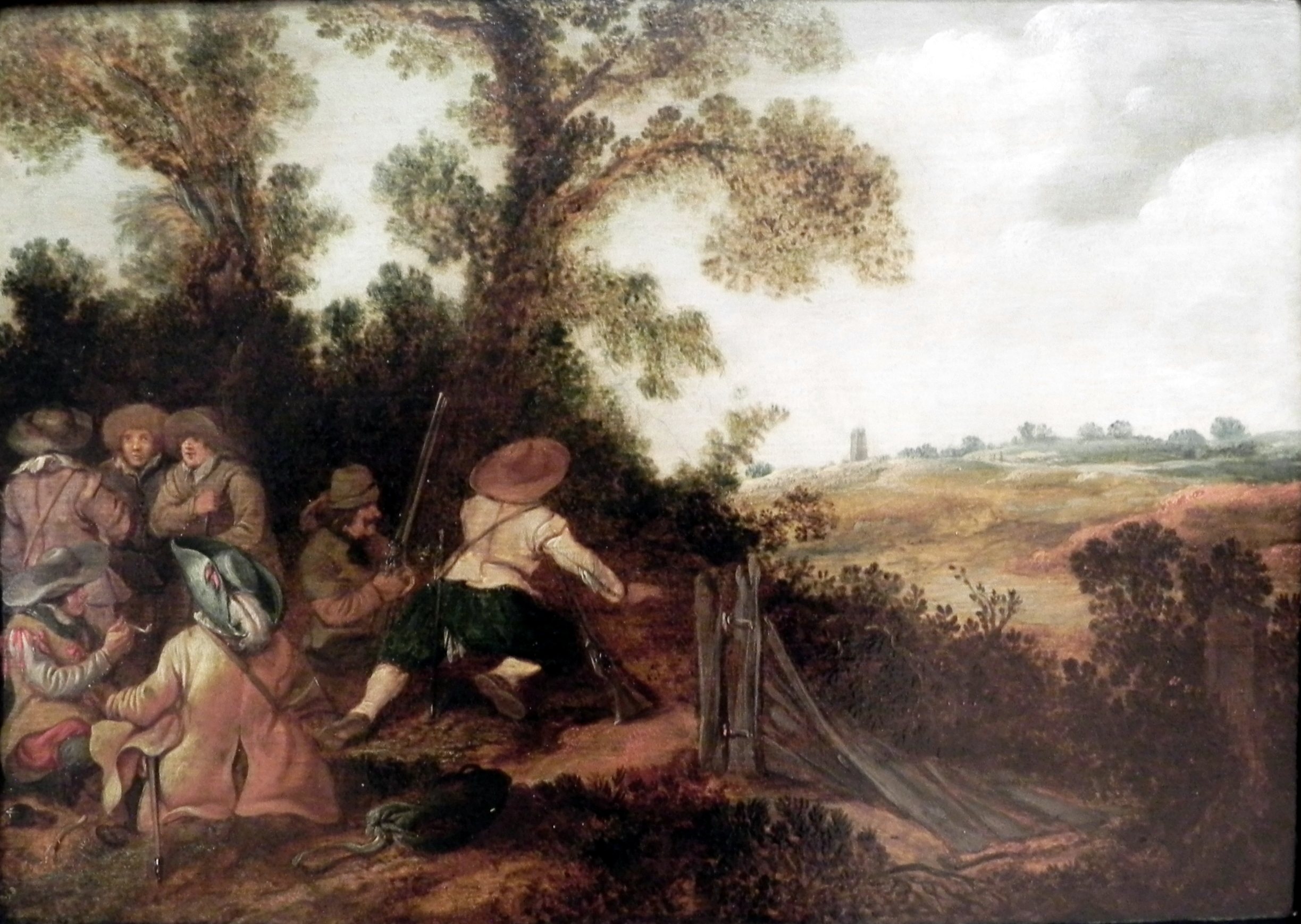
Esaias van de Velde: Bürgerwehr in den Dünen im Hinterhalt (1620/1630)

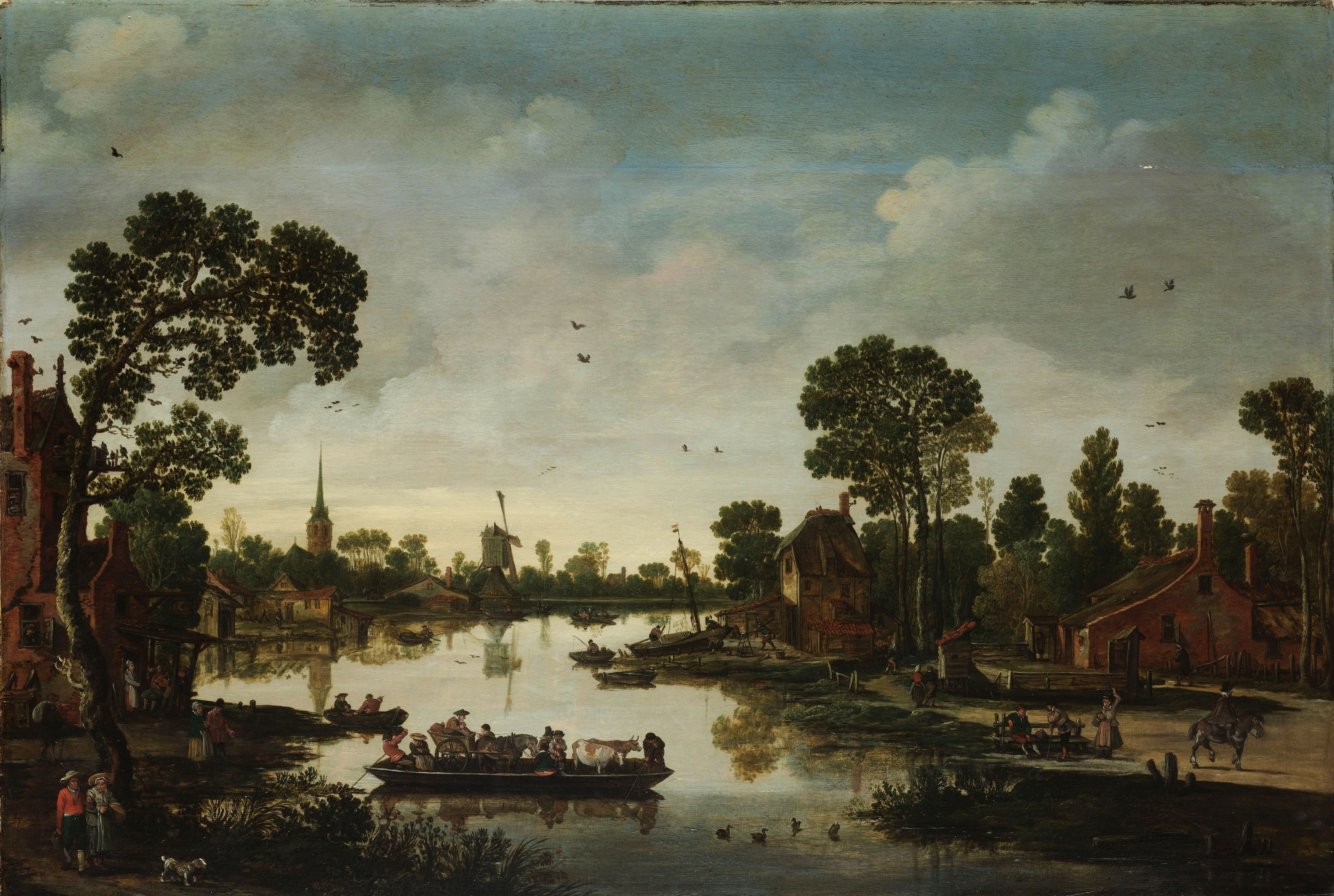
Esaias van de Velde: Die Viehfähre (1622)

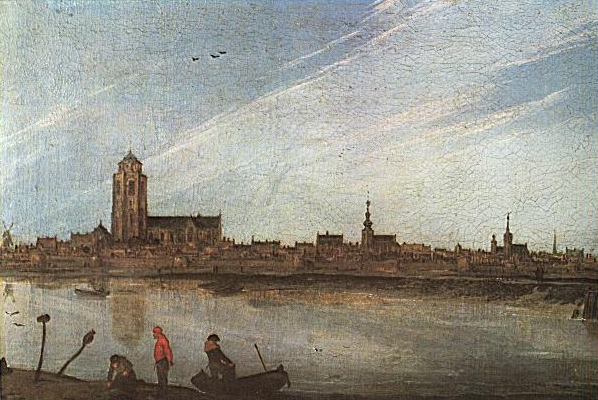
Esaias van de Velde: Ansicht von Zierikzee (1623)

Esaias van de Velde (* um 1590 in Amsterdam; † 1630 in Den Haag) war ein holländischer Maler, Zeichner und Radierer.

## Leben
Esaias van de Velde war Sohn des Antwerpener Malers Hans van de Velde sowie Schüler von G. van Coninxloo und David Vinckboons. Ab 1612 war van de Velde Mitglied der Lukasgilde. Obwohl er nur 1610 bis 1618 in Haarlem tätig war, gilt er als Vertreter der Haarlemer Malerschule, der durch seine stimmungsgeladene Ausführung neue Akzente im Landschaftsbild setzte. Außer Landschaften mit Staffage malte er Stadtdarstellungen, Genreszenen und Schlachtenbilder.
Wohl durch die Kupferstiche von Antonio Tempesta nach Otto van Veen angeregt – die gleiche Quelle, aus der auch die italienischen Schlachtenmaler schöpften – begann Esaias van de Velde seine ersten Experimente und wurde bald zum Begründer einer ganzen Schule von Schlachtenmalern. Typisch für seine Darstellungen kämpfender Infanterie sind die fächerförmig gegeneinander gerichteten Lanzen der Pikeniere, die man auch in den Schlachtendarstellungen des Aniello Falcone vorfindet. Durch die Absenkung des Horizonts und die Aufteilung des Bildgeschehens in verschiedene Bildebenen erhielten auch diese Bilder ein typisch nordniederländisches Gepräge.
Sein Spätwerk wird reicher in der Bildkomposition und bunter. Des Weiteren malte er Tischgesellschaften mit moralisierendem Beiklang und Reitergefechte, die für viele spätere Pferdemaler als Vorbild dienten.
Unter seinen Schülern befanden sich unter anderem Jan van Goyen, Pieter de Neyn und Jan Asselijn. Sein Sohn Esaias, auch Esaias II. genannt, wird 1671 in Amsterdam ebenfalls als Maler erwähnt.

## Werke (Auswahl)
- Bürgerwehr in den Dünen im Hinterhalt, um 1620/1630
- Die Viehfähre, 1622
- Ansicht von Zierikzee, 1623
- Nächtliches Gefecht zwischen niederländischen Reitern und spanischen Fußsoldaten, 1623, Öl auf Holz, 29,5 × 46 cm, Museum Boijmans Van Beuningen, Rotterdam
- Reiter in einer Landschaft
- Gebirgslandschaft
- Gartenfest
- Winterlandschaft mit Bauernhof 1624, Mauritshuis Den Haag